# Système de coordonnées supergalactiques

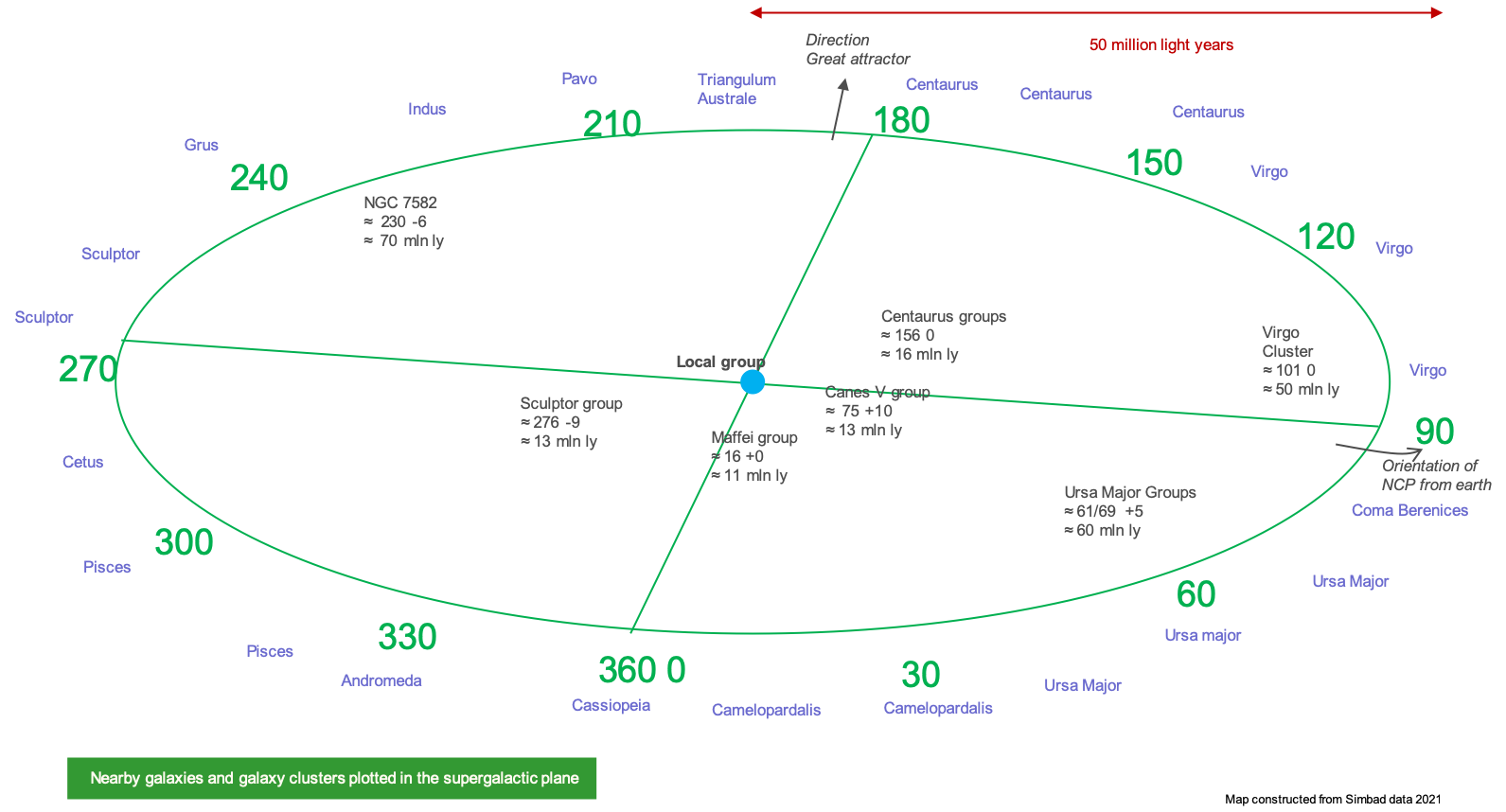
Galaxies et amas de galaxies tracés dans le plan supergalactique.

Le système de coordonnées supergalactiques (SGC, pour supergalactic coordinates) est un système de coordonnées célestes sphériques utilisé à l'échelle d'une centaine de millions d'années-lumière. Son équateur est défini à partir du plan supergalactique, dont les premières observations remontent au XVIIIe siècle mais qui a été confirmé seulement dans les années 1970. Celui-ci est le plan approximatif du superamas de la Vierge.
Le plan supergalactique observé est plus ou moins perpendiculaire au plan de la Voie lactée, l'angle entre les deux étant de 84,5 degrés (°). Il traverse les constellations de Cassiopée (dans le plan galactique), de la Girafe, de la Grande Ourse, de la Chevelure de Bérénice (près du pôle nord galactique), de la Vierge, du Centaure, du Compas (dans le plan galactique), du Triangle austral, du Paon, de l'Indien, de la Grue, du Sculpteur (près du pôle sud galactique), de la Baleine, des Poissons, d'Andromède et de Persée.

## Histoire
Au milieu du XVIIIe siècle, l'astronome William Herschel note une distribution aplatie des nébuleuses.
La même chose est remarquée par Vera Rubin dans les années 1950, mais sa constatation demeure inédite. Au cours de la même décennie, l'astronome Gérard de Vaucouleurs parle de l'existence d'un « superamas local » aplati dans l'environnement de la Voie lactée. Il remarque ainsi, à partir des données du catalogue Shapley-Ames, que le positionnement en 3-D des galaxies proches se trouve plus ou moins dans un plan. Ce plan est défini en 1976 par l'établissement d'un système de coordonnées supergalactiques[réf. souhaitée].

## Coordonnées

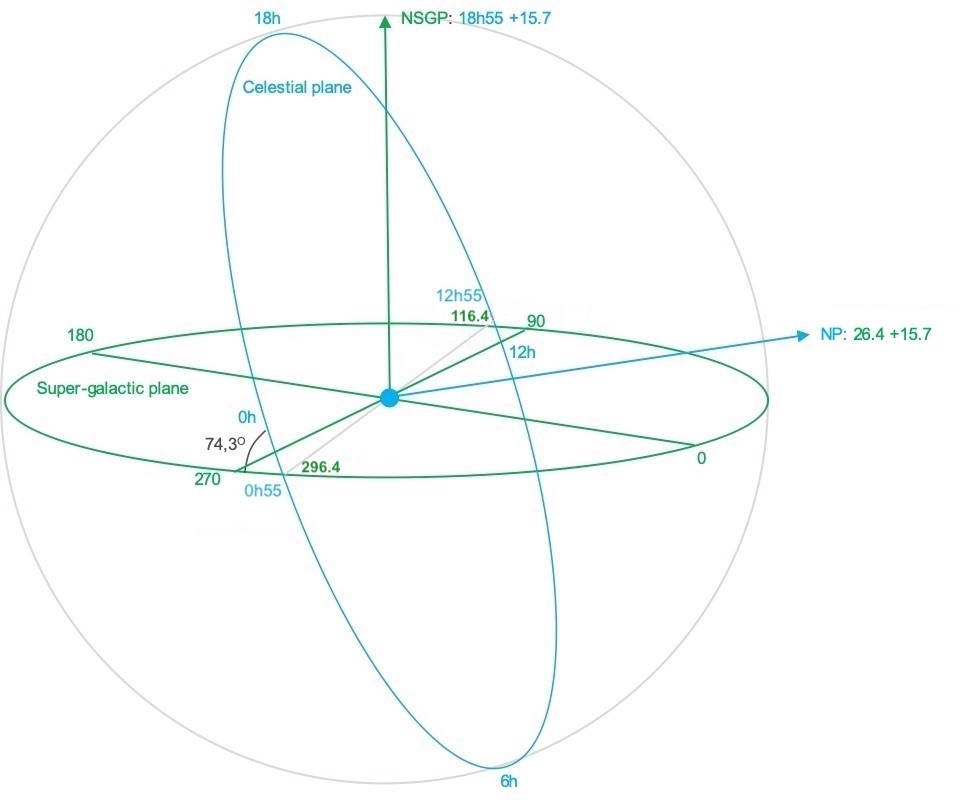
Intersection entre les plans supergalactique et l'écliptique.

Par convention, la latitude supergalactique est généralement abrégée SGB, et la longitude supergalactique SGL, par analogie à b et l conventionnellement utilisées pour les coordonnées galactiques.
- L'origine (SGB = 0°, SGL = 0°) est l'endroit où le plan super-galactique croise le plan galactique (lx = 137,37°, bx = 0°).
En coordonnées équatoriales J2000, cela correspond à environ 2,82h, +59,5°.
- Le pôle nord supergalactique (SGB = 90°) se situe dans la constellation d'Hercule (lz = 47,37°, bz = + 6,32°).
En coordonnées équatoriales J2000, cela correspond approximativement à 18,9h, +15,7°.